# 清水浩司
清水 浩司（しみず こうじ、1971年12月24日 - ）は、日本のフリーライター、編集者、小説家、テレビコメンテーター、ラジオパーソナリティ。広島県出身。2023年4月にパリを出発し、スペインのサンティアゴ・デ・コンポステーラを目指して約800キロの巡礼の道を約1カ月かけて歩く旅を踏破し、ポルトガル、モロッコも歩き（トータル1000キロを歩いた）、同年7月14日帰国した。

## 人物
岡山県生まれ、広島県出身。公務員（ダム建設）の父と専業主婦の母という家庭で育つ。中学・高校時代の5年間を大竹市で過ごし、広島学院中学校・高等学校、一橋大学卒業後、出版社に入社。音楽雑誌編集者を経て、フリーライター兼編集者として独立。妻の死後、本の出版を機に、2011年に子育てなどのために広島に帰郷。
作家、フリーライターとして活動し、現在は広島を拠点に執筆活動を行う。
2011年に川崎フーフ名義で発表した闘病ドキュメント『がんフーフー日記』が、2015年に映画『夫婦フーフー日記』として公開された。
現在は月刊誌『音楽と人』『広島アスリートマガジン』や季刊誌『FLAG!』でライターおよび連載を行う。RCCラジオ『おひるーな』（平日12：00〜14：55）に火曜コメンテーターとして2019年3月26日まで出演していた。『おひるーな』では水曜コメンテーター井筒智彦（宇宙博士）は清水の公式ライバルという設定である。
高校時代の三種の神器は、夏の100冊（新潮文庫）、鷹野橋サロンシネマ、己斐のレンタルレコード屋（YOU＆I、黎紅堂）。
広島パルコができる前の文化の拠点だった八丁堀のウィズワンダーランドと紙屋町のサンモールにレコードや本を買いによく行っていた。
20代最後にバイクで日本全国野宿の旅をしたことがある。
2018年6月8日発売の、1980年代後半の広島を舞台にした長編青春小説『愛と勇気を、分けてくれないか』（小学館文庫）が、第9回2019広島本大賞にノミネートされ、2019年3月、第9回広島本大賞 小説部門を受賞した。
2013年から2018年まで毎年、WILD BUNCH FEST.にオフィシャルライターとして参加し現地密着取材を務めた。
2018年にカミガキヒロフミ（IC4DESIGN）と文化系ユニット ホントーBOYSを結成、同年9月15日に初のトークショー「ホントーSHOW」を開催しデビュー。
最新小説は、TJ Hiroshima2019年4月号(カープ特集号)p124-143掲載のページ欄外20ページ横断脱力ミステリー小説「赤いダイイングメッセージ」。
2019年4月8日からRCCテレビ『イマなまっ!』の月曜コメンテーター（3週に1度→2020年1月から毎週）を2023年3月20日まで務めた。
2019年4月27日、広島駅南口地下広場イベント会場にて、第9回広島本大賞の授賞式が開催され石井光太と共に出席。
2019年8月2日から2022年12月まで広島FM『ホントーBOYSの文化系クリエイター会議』（毎週金曜10:30〜11:00）にレギュラー出演。

## 出演

### 映画
- ドキュメント サニーデイ ・サービス（2023年7月7日公開）

### テレビ
- RCCテレビ「イマなまっ!」→イマナマ!（2019年4月8日 - 2023年3月20日）2020年1月6日から毎週月曜コメンテーター / 2022年から月曜か金曜コメンテーター
  - 2019年4月8日-12月 - 3週に1度、月曜コメンテーター[26]

### ラジオ
- RCCラジオ「おひるーな」（2014年9月30日 - 2019年3月26日、12:00～14:55）火曜コメンテーター
- 広島FM 平和特別番組 ラジオドラマ「桜隊とマリーゴールド」（2019年8月11日19:00 - 20:00）ラジオドラマ脚本[27]
- 広島FM 特番内ラジオドラマ「ボクと彼女の音がたり 〜効果音から作るラジオドラマ」（2019年12月23日12:00 - 13:00）ラジオドラマ脚本
- 広島FM 特番「宮島で魯山人〜食から始まる美の旅路」（2022年12月29日）ミニドラマ脚本
- 広島FM 「ホントーBOYSの文化系クリエイター会議」（2019年8月2日 - 2022年12月）毎週金曜10:30〜11:00
- RCCラジオ「おひるーな」 - 月1木曜14：00すぎ ※本の紹介
- 広島FM 俊山真美のGOOD JOG「ジョグトーク」（2023年8月28日・29日）「ぼんやりした巡礼」トーク

### 配信
- 文化的ファイトクラブ（2020年、ユイトムおよびYouTube）ホントーボーイズとして審査員

## 講演会
- 広島市中区医師会 第21回市民公開講座「夫婦フーフー闘病日記」（2021年9月4日14:30-16:00 / 主催：広島市中区医師会 / 会場：広島県民文化センター（広島市中区大手町））[28]
- 認知症の父、その心を知りたい娘 〜ライフストーリー・インタビュー：『聞き書き』に何ができるのか？（2022年2月19日18:00-20:00 / 会場: Social Book Cafe ハチドリ舎）清水浩司×外科医・矢野雷太

### イベント
- ホントーボーイズ PRESENTS タイダンBOYS（2019年4月21日 - ）年に4回ほど開催予定の定期イベント
  - 2019年4月21日 ゲスト：中島尚樹（劇団マージブル 主宰）
- 牧瀬和人トークライブショー"SURVIVE" Vol.4（2023年7月28日、CREATORE with PLUS）
- トラベリング with「ぼんやりした巡礼」（2023年9月30日、ギャラリースペース A not B）
  - 第1部 写真と動画で巡る「ぼんやりした巡礼」
  - 第2部 対談 清水浩司×SHDL代表田中健二 「君はいつ度に出るのか？」
  - 第3部 質問・歓談の時間

## 連載
- 月刊誌 音楽と人（ディスクレビューとコラム 2012年11月号[10][29] - 2023年5月号[30] / 2024年8月号 - ）
- 日本酒10 ディスカバー東広島「蔵のあるまち」（2022年8月4日[31] - 2023年3月30日[32] / 2023年9月12日 - 2024年9月2日）
- 紀伊國屋書店フリーペーパー「紀伊國屋じゃけん」（広島の店舗で配布）

過去の連載
- 月刊誌 音楽と人「清水浩司の文芸レアグルーヴ事情」
- 季刊誌 FLAG!「西島大介&清水浩司のエクストリーム広島紀行 ドンマイ!広島県＼(▽‾＼(‾▽‾)／‾▽)／」
- 月刊誌 広島アスリートマガジン「オレのブレ球、君のドヤ顔」（2014年10月号 - 2021年4月号） - サンフレッチェ広島F.Cについてのコラム
- Web 広島アスリートマガジン「赤の検証 ～緒方孝市著『赤の継承 カープ三連覇の軌跡』制作ドキュメント」（2021年2月15日 - 2021年3月29日、全4回）第1回[33] 第2回[34] 第3回[35] 最終回[36]

## 著書
- いまぼくたちが読みたい日本文学の100冊（2001年6月、マーブルトロン）文芸レアグルーヴ 名義
- せつなき恋をするゆえに（2002年10月、中公文庫）文芸レアグルーヴ 名義
- 愛は死んでしまった？（2002年11月、中公文庫）文芸レアグルーヴ 名義
- しあわせは、どこにある（2003年1月、中公文庫）文芸レアグルーヴ 名義
- ぼんちゃん!―The Night is Still Young（2004年10月、小学館）清水春日 名義
  - ぼんちゃん!（2012年9月6日 小学館文庫）文庫化
- がんフーフー日記（2011年4月25日 小学館）川崎フーフ 名義
  - がんフーフー日記（2015年2月6日 小学館文庫）文庫化
- 真夜中のヒットスタジオ（2015年3月6日 小学館文庫）
- コブルストーン（2015年4月21日、GOMES THE HITMAN.COM）原案：山田稔明
- ぼくのヒーロー（2018年1月20日 ザメディアジョン）絵：緒方かな子 作：緒方佑奈 話：西田篤史 文：清水浩司
- 愛と勇気を、分けてくれないか（2018年6月8日、小学館）[37]
- 世界でいちばんきれいな海（2019年2月8日、ザメディアジョン）著者：ドクター（広島の外科医）文：清水浩司
- くらくら西条（2024年10月24日 ザメディアジョン / 先行発売：2024年10月12日・13日「酒まつり」賀茂鶴酒造1号蔵）特別付録「くらくら西条 蔵あるきMAP」

編集
- 広島東洋カープ語録集 ぶちええ言葉（2016年、株式会社セブン＆アイ出版）編集協力
- 松田哲也『2045年、おりづるタワーにのぼる君たちへ』（2019年6月26日、ザメディアジョン）
- SUNMALL 50TH ANNIVERSARY 参盛舎 SUNMALL PRESENTS『みんなと一緒につくる文庫本』（2022年、サンモール / 帯：奥田民生）編集デスク
- 日南休実『万引きGメンの憂鬱』（2022年11月22日、ザメディアジョン）編集・構成

構成
- 野村謙二郎『変わるしかなかった。』（2015年2月14日、KKベストセラーズ）
- 前田育男『デザインが日本を変える 日本人の美意識を取り戻す』（2018年5月16日、光文社新書）
- 緒方孝市『赤の継承 カープ三連覇の軌跡』（2021年1月19日、光文社）取材・構成

## 寄稿
- 広島東洋カープ公認ファンブック『WE LOVE CARP 2020』（2020年3月、ぴあMOOK）広島アスリートマガジン×ぴあ
「WE LOVE CARP COLUMN」を寄稿
- 音楽と人2021年4月号（音楽と人）LOSTAGEの活動から考える、地方と音楽、〈もうひとつのバンドのあり方について〉│音楽と人.com
- 中国新聞2023年8月31日 アラフィフ Reスタート 四か国で自分探し

## 音楽関係
- 秦基博『Paint Like a Child』FC盤インタビューBOOK（2023年）監修・執筆